# Adam Horovitz

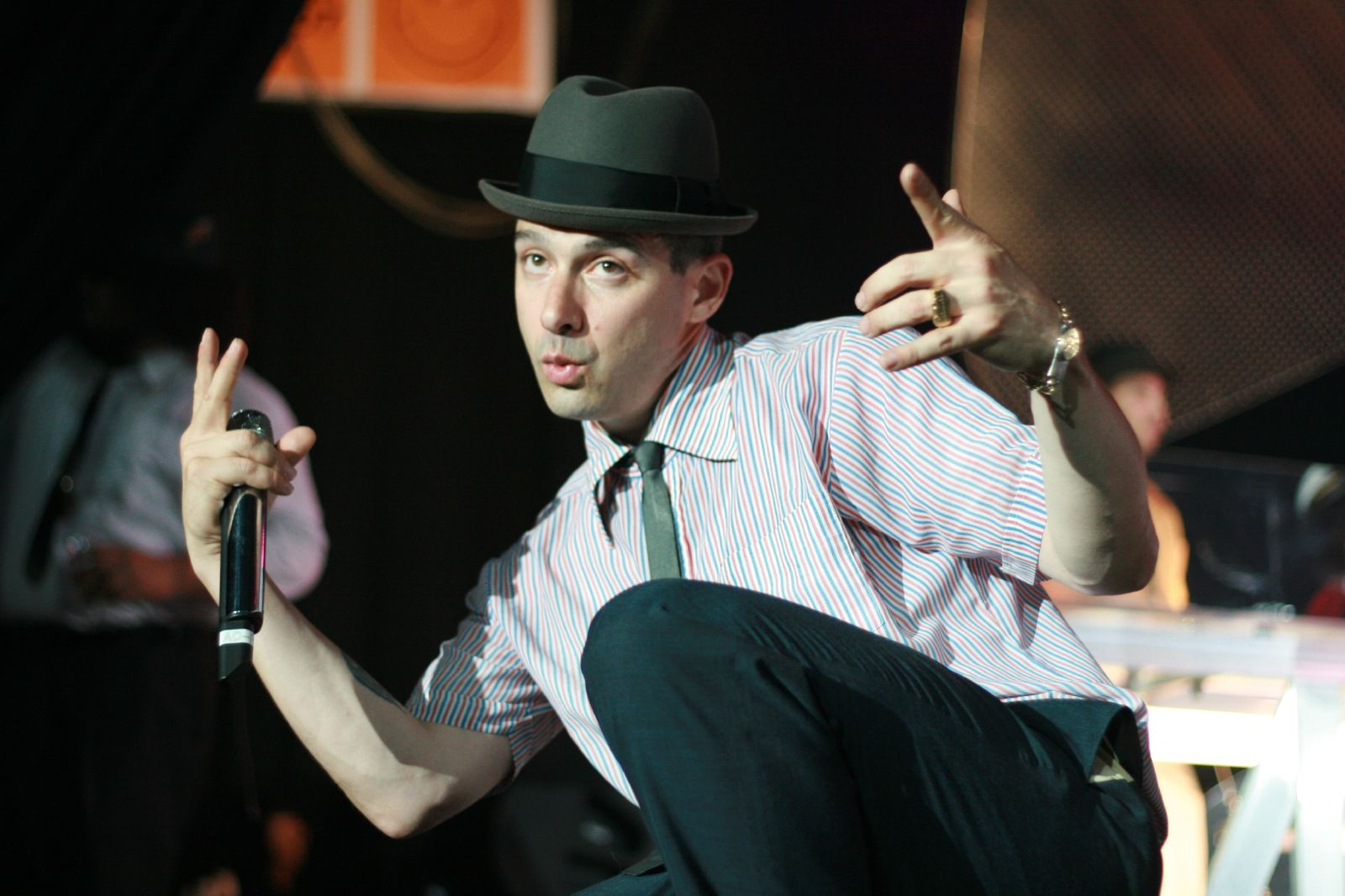
Adam "Ad-Rock" Horovitz med Beastie Boys 2007.

Adam Keefe Horovitz, född 31 oktober 1966 i South Orange, New Jersey, är en musiker, musikproducent, MC och skådespelare från New York. Han är sedan 1982 medlem i hiphopgruppen Beastie Boys. Han går ibland under pseudonymerna King Ad-Rock eller Adrock.
Adam Horovitz har haft förhållanden med skådespelerskor som Molly Ringwald (1987–1988) och Ione Skye (1988–1999; gifta 1991–1999) och musikern Kathleen Hanna (sedan 1996; sedan 2006 är de gifta).

## Filmografi
- 1989 – Inspärrad
- 1992 – Roadside Prophets
- 1993 – Who's the Man?
- 2007 – Godspeed
- 2014 – While We're Young
- 2017 – Roxanne Roxanne
- 2017 – Golden Exits